# Gekkan! Spirits
Gekkan! Spirits (jap. 月刊!スピリッツ Gekkan Supirittsu) – japoński miesięcznik z mangami seinen, wydawany od 27 sierpnia 2009 nakładem wydawnictwa Shōgakukan. Jest to specjalne wydanie tygodnika Big Comic Spirits.

## Wybrane serie
Opracowano na podstawie źródła.
- Eizōken ni wa te o dasu na! (Sumito Ōwara)
- Hengoku no Schwester (Minoru Takeyoshi)
- Kyōgaku kōkou no genjitsu (Yū Sanui i Sumihito Itami)
- Kyō no Asuka Show (Taishi Mori)
- Mikazuki no Dragon (Kenichiro Nagao)
- Po deszczu (Jun Mayuzuki)
- Shinkurō, hashiru! (Masami Yūki)
- Snowball Earth (Yuhiro Tsujitsugu)
- Sunny (Taiyō Matsumoto)
- Shut Hell (Yu Itō)
- Tokyo Alien Bros. (Keigo Shinzō)